# Saga Magisterium
La Saga de "El Magisterium", es una pentalogía de libros de fantasía para niños. La serie fue coescrita por Holly Black y Cassandra Clare. Es su primera colaboración. La serie fue adquirida por Scholastic en abril de 2012. El primer libro, La Prueba de Hierro, fue publicado en septiembre de 2014, y llegó al tercer puesto de superventas en el New York Times, para niños de escuela primaria. La serie se desarrolla en una escuela subterránea donde hechiceros aprendices entrenan para controlar los elementos. Los libros están ilustrados por Scott Fischer. Los personajes principales son Callum Hunt, Tamara Rajavi, Aaron Stewart, Jasper DeWinter, Rufus, y Havoc, la mascota de Call. El último libro en la serie, La Torre de oro, fue publicado el 11 de septiembre de 2018.
En orden de publicación, los libros que componen la saga son:
1. La Prueba de Hierro (The Iron Trial)
2. El Guante de Cobre (The Copper Gauntlet)
3. La Llave de Bronce (The Bronze Key)
4. La Máscara de Plata (The Silver Mask)
5. La Torre de Oro (The Golden Tower)

## Recepción
El primer libro de la serie, La Prueba de Hierro, fue bien recibido. Kirkus Reviews elogió "la configuración refrescante y personajes llenos de matices", y una reseña estrella del Publishers Weekly predijo que la "cadena de siniestras revelaciones" dejarían a los lectores con ganas de más. Aunque Kirkus señaló que las similitudes con Harry Potter pueden ser una distracción, un revisor en The Daily Telegraph escribió que el libro "se mueve hábilmente en el hueco" dejado por la serie de JK Rowling.
En 2012, Constantin Film adquirió los derechos de producción. Black y Clare adaptarán el guion y servirán como productoras ejecutivas. Constantin es una de las empresas de producción detrás de otra adaptación de Clare, Cazadores de Sombras: Ciudad de Hueso.